# نهر أجاغوز
نهر أجاغوز (بالإنجليزية: Ajaguz River)‏ هو أحد أنهار جمهورية كازاخستان.